# Siconema ovicoronatum
Siconema ovicoronatum is een rondwormensoort uit de familie van de Ungellidae. De wetenschappelijke naam van de soort is voor het eerst geldig gepubliceerd in 1966 door Timm.